# Берестов Дмитро Володимирович
Дмитро Володимирович Берестов (рос. Дми́трий Влади́мирович Бе́рестов, нар. 13 червня, 1980, Москва, Російська РФСР) — російський важкоатлет, олімпійський чемпіон 2004 року, чемпіон Європи.

## Біографія
Дмитро Берестов народився 13 червня 1980 року в Москві. Важкою атлетикою почав займатися з десяти років. Починав тренуватися під керівництвом Михайла Окуньова. Після нього співпрацював з Іваном Воном та  Олександром Аносовим.
На юніорському рівні ставав срібним призером чемпіонату світу в 2000 році. Перший високий результат показав у 2004 році, коли на чемпіонаті Європи, що проходив у Києві, став срібним призером. Цей успіх дав спортсмену можливість представити Росію на Олімпійських іграх 2004 року. Там Берестов досягнув найкращого результату в кар'єрі та став олімпійським чемпіоном. Задля перемоги спортсмен підняв у ривку 195 кг, що стало новим олімпійським рекордом, а також 230 кг у поштовху.
Навесні 2006 року важкоатлета було звинувачено у вживанні допінгу та дискваліфіковано на два роки. Він повернувся до змагань у 2008 році та одразу ж став чемпіоном Європи. Однак травма ноги, яку отримав спортсмен, не дала йому змоги поїхати на Олімпійські ігри 2008 року, після чого він вирішив завершити кар'єру.
Працював на посаді директора школи олімпійського резерву. Закінчив Російський державний університет фізичної культури, спорту, молоді та туризму.

## Результати
| Рік              | Місце                      | Вага             | Ривок            | Ривок            | Ривок            | Ривок            | Поштовх          | Поштовх          | Поштовх          | Поштовх          | Загалом          | Місце            |
| Рік              | Місце                      | Вага             | 1                | 2                | 3                | Місце            | 1                | 2                | 3                | Місце            | Загалом          | Місце            |
| Олімпійські ігри | Олімпійські ігри           | Олімпійські ігри | Олімпійські ігри | Олімпійські ігри | Олімпійські ігри | Олімпійські ігри | Олімпійські ігри | Олімпійські ігри | Олімпійські ігри | Олімпійські ігри | Олімпійські ігри | Олімпійські ігри |
| ---------------- | -------------------------- | ---------------- | ---------------- | ---------------- | ---------------- | ---------------- | ---------------- | ---------------- | ---------------- | ---------------- | ---------------- | ---------------- |
| 2004             | Афіни, Греція              | до 105 кг        | 87.5             | 192.5            | 195.0            | —                | 225.0            | 230.0            | 232.5            | —                | 425.0            | 1                |
| Чемпіонат Європи |                            |                  |                  |                  |                  |                  |                  |                  |                  |                  |                  |                  |
| 2003             | Лутракі, Греція            | до 105 кг        | 175.0            | 182.5            | 187.5            | 5                | 215.0            | 222.5            | 222.5            | 8                | 397.5            | 7                |
| 2004             | Київ, Україна              | до 105 кг        | 185.0            | 190.0            | 192.5            | 4                | 220.0            | 225.0            | 227.5            | 2                | 417.5            | 2                |
| 2008             | Ліньяно-Сабб'ядоро, Італія | до 105 кг        | 190              | 190              | 190              | 1                | 220              | 220              | 200              | 3                | 410              | 1                |